# Oreodytes meridionalis
Oreodytes meridionalis là một loài bọ cánh cứng trong họ Bọ nước. Loài này được Binaghi & Sanfilippo miêu tả khoa học năm 1971.